# Кинеске пирамиде
Кинеске пирамиде су око 100 древних хумки, од којих су многе служиле за сахрану. Већина се налази на око 100 km од града Сји-ана, у равници Ћин Чуан у Забрањеној зони, у Шан-сјију у централној Кини.

## Историја
Фотографију пирамиде у планинама Ћин Линг снимио је један Американац 1945, али је она остала у војним досијеима наредних 45 година.
Пилот америчког ваздухопловства, Џејмс Госман, тврдио је да је видео пирамиду од белог камена за време лета између Индије и Кине за време Другог светског рата, али су докази оскудни да потврде ову причу.
Пуковник Морис Шихан, директор Trans World Airlines-а за Далеки исток, рекао је једном сведоку да је видео пирамиду, а та прича објављена је 28. марта, 1947. у Њујорк тајмсу. Фотографија Шиханове пирамиде појавила се у Њујорк Сандеј Тајмсу 30. марта, 1947. године. Пирамида са фотографије названа је према месту на коме се налази Маузолеј Маолинг.
Године 1961, Шихан је исправио своју процену да је пирамида висока 500 стопа, уместо 1.000 стопа, како је раније тврдио. Процена из 2004. је да је висока 150 стопа.
Немачки писац Хартвиг Хаусдорф био је познат по томе што је фотографисао и проучавао неколико пирамида. Привукао је пажњу на постојање грађевине својом књигом „Бела пирамида“ из 1994. године.

## Листа кинеских пирамида
- Велика бела пирамида (непотврђено постојање)
- Пирамида у Унутрашњој Монголији (1 километар северно од града Сји-ђија-ц', округ Ао-хан)
- Маузолеј Маолинг
- Пирамида окупљања (Тибет)
- Ћин Ши Хуангов маузолеј
- Степенаста пирамида Цанг-кун-чунг (Ц'-бан)